# Luz Mercedes Acosta
Luz Mercedes Acosta-Valdez (Guaymas, 22 dicembre 1980) è un'ex sollevatrice messicana che ha gareggiato prevalentemente nella categoria dei pesi medi (fino a 63 kg.).

## Carriera
Ha cominciato a mettersi in evidenza a livello internazionale ai Giochi Panamericani di Santo Domingo del 2003, dove ha vinto la medaglia di bronzo nella categoria dei pesi medi.
In seguito è passata nella categoria superiore dei pesi massimi leggeri (fino a 69 kg.), non riuscendo però a ottenere risultati molto significativi e ritornando nella categoria dei pesi medi in occasione dei campionati mondiali del 2006.
Ha partecipato alle Olimpiadi di Pechino 2008, concludendo la gara al 7º posto finale con 223 kg. nel totale.
Nel 2009 ha vinto la medaglia di bronzo ai campionati panamericani di sollevamento pesi di Chicago con 213 kg. nel totale, confermando la stessa medaglia un anno dopo ai Campionati panamericani di Città del Guatemala 2010 con 210 kg. nel totale.
Nel 2011 ha vinto un'altra medaglia di bronzo ai Giochi Panamericani di Guadalajara con 230 kg. nel totale.
L'anno seguente ha ottenuto la medaglia d'argento ai campionati panamericani di Antigua Guatemala con 221 kg. nel totale e dopo circa due mesi ha preso parte alle Olimpiadi di Londra 2012, dove ha originariamente concluso la gara al 6º posto finale con 224 kg. nel totale, ma alcuni anni dopo, a seguito di ulteriori e più approfonditi controlli, la prima, la seconda e la quarta classificata di quella competizione sono risultate positive al doping, pertanto squalificate e private delle medaglie, con avanzamento di Luz Acosta-Valdez alla medaglia di bronzo olimpica, consegnatale dal CIO nel novembre del 2018.
Nel 2013 Acosta-Valdez ha ottenuto l'ultimo risultato importante della sua carriera, vincendo la medaglia di bronzo ai campionati panamericani di Isla Margarita con 218 kg. nel totale.
Ai campionati mondiali di sollevamento pesi ha ottenuto come miglior risultato il 5º posto nell'edizione di Santo Domingo 2006 con 219 kg. nel totale.